# アガラスバンク
アガラスバンク（英語：Agulhas Bank、ポルトガル語：Banco das Agulhas）は、アフリカ大陸南端部の南に位置する海域にある堆（大陸棚のうちの、広く平らで浅い部分）である。南アフリカ共和国最南端に所在するアガラス岬から南に250kmまで広がる、インド洋と大西洋の境界線上にある海底地形。

## 概要
アガラスバンクは、インド洋の暖流であるアガラス海流（アギュラス海流）が大西洋側に向かって、寒流であるベンゲラ海流とぶつかることにより、乱流が生じて攪拌される海域に位置しており、このことは海洋生物に豊富な栄養を供給することに繋がっていて、大きなバイオマス（生物量）を誇る世界的にも有名な海域、世界有数の規模を誇る海洋生態系、そして、一大漁場を現出させている。
ただし、大西洋側では、現代の組織的漁撈による乱獲（特にトロール網漁によるイワシ［ミナミアフリカマイワシとミナミアフリカカタクチイワシ］の乱獲）等が、この海域の生態系に多大な影響を及ぼすと共にバイオマスを減衰させている。バイオマスの減衰は従来の食物網を攪乱し、生態系へのさらなる影響を生み出している。かつては共にイワシの群れを追っていたものが、捕食者と被食者に分かれてしまい（例えば、餌が獲れなくなったミナミアフリカオットセイはケープシロカツオドリの成鳥まで襲うことをし始め、それは過去には観察されなかった生態であるという。南アフリカ海洋沿岸管理局の調査によれば、2010年現在、マルガス島［後述］周辺では命を落とすカツオドリの雛の80%がオットセイに捕食されているという。同じくモモイロペリカンもカツオドリ雛を襲うようになっている）、世界的な観察拠点ともなっている多くの鳥類繁殖地が荒廃している（2010年時点）。インド洋側ではこのような環境問題はまだ確認されていないが、大西洋で操業してきたイワシ漁業者はインド洋側の資源利用を開拓中である（2010年時点）。
海流がぶつかり合うアガラスバンク周辺は航海者にとって厄介な水域となっており、とりわけ、大航海時代を含む帆船の時代には多くの船が難破している。

## アガラスバンク周辺の生態系
この海域の生態ピラミッドの低層を担う者のうち、特筆すべきものは、海洋棲プランクトンとこれを餌にしている魚の代表種と言えるミナミアフリカマイワシである。ミナミアフリカマイワシの群れは、その生活環のなかで5月から7月にかけての時期、アガラスバンクを起点として西（大西洋）と東（インド洋）に分かれて北上する（cf. サーディン・ラン［en］）。大きな群れでは全長7km以上・幅1.5km・深さ30m、ときに数十kmにも及ぶ莫大なものとなるこのイワシが、ケープシロカツオドリやウミウ類、ミナミオオセグロカモメ、ミナミアフリカオットセイ、サメ類、ハンドウイルカやマイルカ、オキゴンドウなど小型ハクジラ類、そして、この海域において最大級であるニタリクジラなど、その他様々な動物の直接的捕食対象となっており、西（大西洋）側には、14万羽に及ぶケープシロカツオドリが一大繁殖コロニー（Bird colony、鳥の繁殖コロニー）を形成するマルガス島 (Malgas Island) などがある。しかし先述のとおり、西の海域ではイワシの著しい減少によって捕食-被食関係に乱れ（生態系の撹乱）が生じて、同島を始めとする多くの鳥類繁殖地は荒廃し、2010年現在、打ち捨てられた巣が目立つ。この海域において、ミナミアフリカオットセイがケープシロカツオドリの雛と成鳥を、モモイロペリカンが雛と一部の成鳥を襲って食うことは恒常化しており、ケープシロカツオドリの棲息数は激減しつつある。
一方、モモイロペリカンは、農場で廃棄される家禽の臓物を餌とすることで肉食を習慣づけてしまい、数的にも増殖した後になって係る肉の供給を絶つべく対策されたことによって、魚食から肉食に傾倒したまま飢餓に追い込まれることとなった。それにより、彼らはケープシロカツオドリを襲っている。モモイロペリカンは体重2kg以下の雛鳥を主に狙う。この生態は、ケープタウン大学のパーシー・フィッツパトリック・アフリカ鳥類学研究所 (en) の鳥類学博士課程にある学生マルタ・デ・ポンテ・マチャド (Marta de Ponte Machado) によって2009年に発見され、BBCの撮影班によって動画映像に収められた。
東側へ移動するイワシの群れの規模は西側に比べれば小さいが、大きな規模であることに変わりはなく、こちらでもバード島（セーシェル諸島のバード島）などがケープシロカツオドリ等の海鳥の繁殖コロニーになっている。皮肉にも、バイオマス（生物量）が大きかったがゆえにイワシ漁の操業水域となって乱獲された西の海域で暮らす捕食動物は飢えることとなり、西に比してはバイオマスの小さかった東の海域で暮らす捕食動物は従来どおりの生態を保持しているのが現状である。

## アフリカ大陸周辺にあるその他の堆
アフリカ大陸周辺にある堆は、アガラスバンクのほか、マダガスカル島の東沖に所在するマスカレン海台（英語: Mascarene Plateau） の一部をなす4つ、──すなわち、サヤ・デ・マルハ・バンク、ナザレスバンク、スーダンバンク（英語: Soudan Banks）、ホーキンスバンク（英語: Hawkins Bank） がある。なかでも最大のサヤ・デ・マルハ・バンクは、世界最大級の規模を誇る。ホーキンスバンクはモーリシャス沖に広がっている。